# すみれ色の涙
「すみれ色の涙」（すみれいろのなみだ）は、1981年6月5日にリリースされた岩崎宏美の25枚目のシングル。

## 背景
前作「恋待草」に続く″草花シリーズ″第2弾。ジャッキー吉川とブルー・コメッツがリリースした「こころの虹」のB面曲のカバーである。新曲制作会議では「従来の岩崎の楽曲よりも易しい歌」をテーマに掲げており、岩崎が姉の所有する同レコード盤を持参したところ、シングルに採用された。
1981年8月6日にTBS「ザ・ベストテン」にランクインし、岩崎は滞在先の広島から中継で出演した。この日は広島に原子爆弾が投下された日であり、広島の系列局は「厳粛な日に中継は出来ない」と断っていた。そこでTBSの提案により派手な演出をやめ、投下当時の広島の写真を流す演出で本曲を歌唱した。
同年の『第23回日本レコード大賞』最優秀歌唱賞を獲得。『第32回NHK紅白歌合戦』でも本曲を歌唱した。

## 収録曲
1. すみれ色の涙（2分51秒）
作詞：万里村ゆき子／作曲：小田啓義／編曲：萩田光雄
  - 富士重工業（現・SUBARU）『スバル・レオーネ』（2代目後期型）CMソング
2. ひまわり（4分19秒）
作詞：竜真知子／作曲・編曲：松任谷正隆

## 再録音
- アルバム『テイチクアワー　一五一会』（2004年）収録 - BEGINの考案した楽器一五一会アレンジによる新録音。
- アルバム『PRAHA』（2007年）収録- チェコ・フィルハーモニー管弦楽団との共演。